# Brun brandskål
Brun brandskål (Peziza echinospora) är en svampart som beskrevs av P. Karst. 1869. Brun brandskål ingår i släktet Peziza och familjen Pezizaceae.  Arten är reproducerande i Sverige. Inga underarter finns listade i Catalogue of Life.